# سدات تاشي
سدات تاشي (بالتركية: Sedat Taşcı)‏ (مواليد 8 يوليو 1985) هو ملاكم تركي، مثّل بلاده في الألعاب الأولمبية الصيفية 2004.

## روابط خارجية
سدات تاشي على موقع أوليمبيديا (الإنجليزية)